# جوليان رايرسون
جوليان رايرسون (بالنرويجية البوكمول: Julian Ryerson)‏ هو لاعب كرة قدم نرويجي يلعب في مركز الدفاع مع نادي بوروسيا دورتموند، ولد في 17 نوفمبر 1997 في Lyngdal ‏ في النرويج. شارك مع منتخب النرويج تحت 18 سنة لكرة القدم ومنتخب النرويج تحت 19 سنة لكرة القدم ومنتخب النرويج تحت 21 سنة لكرة القدم. أما مع النوادي، فقد لعب مع نادي فيكينغ ويونيون برلين.

## وصلات خارجية
- جوليان رايرسون على موقع الاتحاد الدولي (مؤرشف)  (الإنجليزية)
- جوليان رايرسون على موقع الاتحاد الأوربي (الإنجليزية)
- جوليان رايرسون على موقع اتحاد النرويج (النرويجية)
- جوليان رايرسون على موقع قاعدة بيانات كرة القدم.إي يو (الإنجليزية)
- جوليان رايرسون على موقع ناشيونال فوتبول تيمز (الإنجليزية)
- جوليان رايرسون على موقع Soccerway.com (الإنجليزية)
- جوليان رايرسون على موقع عالم كرة القدم.نت (الإنجليزية)